# كريغ روبرتس ستابلتون
كريغ روبرتس ستابلتون (بالإنجليزية: Craig Roberts Stapleton)‏ (و. 1945 –  م) هو دبلوماسي من الولايات المتحدة الأمريكية . ولد في كانزاس سيتي، ميزوري.
تولى منصب سفير الولايات المتحدة إلى جمهورية التشيك (2001–2004)، وسفير الولايات المتحدة إلى فرنسا (25 يوليو 2005–2009) .
وهو عضو في الحزب الجمهوري .

## التعليم
تعلم في جامعة هارفارد، وكلية هارفرد للأعمال.
| المناصب السياسية     | المناصب السياسية                                     | المناصب السياسية         |
| -------------------- | ---------------------------------------------------- | ------------------------ |
| سبقه John Shattuck   | سفير الولايات المتحدة إلى جمهورية التشيك 2001 - 2004 | تبعه William J. Cabaniss |
| سبقه Howard H. Leach | سفير الولايات المتحدة إلى فرنسا 2005 - 2009          | تبعه Charles Rivkin      |